# Карл Марія Геттлаге
Карл Марія Геттлаге (нім. Karl Maria Hettlage; 28 листопада 1902, Ессен — 3 вересня 1995, Бонн) — один з керівників економіки Третього Рейху, гауптштурмфюрер СС, професор, доктор права. 

## Біографія
Член НСДАП і СС. У 1930-х роках — на державній службі. З 1934 року — скарбник Берлінського міського управління. Активно працював в приватній промисловості і банках: був членом правління «Commerz und Privat-Bank AG» (Гамбург-Берлін), член Наглядових рад «Berlinkraft und Lichtwerke AG» (Берлін) і «Deutschen Gesellschaft AG» (Берлін). Під час війни Альберт Шпеер залучив Геттлаге до роботи в Імперському міністерстві озброєнь і боєприпасів, де останній зайняв пост заступника Віллі Лібеля. Одночасно був генеральним референтом міністерства з питань економіки та фінансів.

## Нагороди
- Великий золотий почесний знак «За заслуги перед Австрійською Республікою» із зіркою (1962)
- Орден «За заслуги перед Федеративною Республікою Німеччина», великий хрест із зіркою і плечовою стрілкою (1967)